# لقمه‌ماهی نرمه‌دار
لقمه‌ماهی نرمه‌دار (نام علمی: Urolophus lobatus) نام یک گونه از سرده دم‌تاجی‌ها است.